# テイルズリング
テイルズリングは、ナムコのコンピュータRPG『テイルズ オブ』シリーズの最新情報やドラマCD情報などを扱ったラジオ番組である。番組開始は不定期で、事前に公式ホームページの「テイルズチャンネル」で予告が行われる。
パーソナリティは、ゲームで起用された声優が務める。また、ゲストも同様であるが、『テイルズリングぷらす（仮）』では未出演の声優が出演したこともある。

## 番組一覧
ラジオ『テイルズ オブ デスティニー』
TBSラジオ:1998年10月〜1999年3月
パーソナリティ:関智一（スタン・エルロン役）、今井由香（ルーティ・カトレット役）
テイルズリングD・P
TBSラジオ:1999年4月〜1999年10月7日
パーソナリティ:関智一、今井由香
TALES RING Eternia テイルズリング エターニア
TBSラジオ:2000年7月4日〜2000年12月24日
パーソナリティ:皆口裕子（ファラ・エルステッド役）、南央美（メルディ役）
テイルズリング
文化放送:2003年1月5日〜2003年7月6日
パーソナリティ:皆口裕子、南央美、柿原徹也（ラジオドラマのナレーション）
テイルズリングぷらす（仮）
アニメイトTV web:2003年1月23日〜2003年7月31日
パーソナリティ:皆口裕子、南央美
テイルズリング
アニメイトTV web:2004年5月20日〜2004年7月29日
パーソナリティ:小西克幸（ロイド・アーヴィング役）
ゲスト:小野坂昌也（ゼロス・ワイルダー役）、吉積信（プロデューサー）
テイルズリング リバース
アニメイトTV web:2005年11月24日〜2006年9月1日
パーソナリティ:檜山修之（ヴェイグ・リュングベル役）
ゲスト:渡辺明乃（マオ役）、吉積信
テイルズリング ジ・アビス
アニメイトTV web:2006年9月7日〜2007年5月24日
パーソナリティ:鈴木千尋（ルーク・フォン・ファブレ/アッシュ役）
ゲスト:ゆかな（ティア・グランツ役）、中田譲治（ヴァン・グランツ役）、桃井はるこ（アニス・タトリン役）、松本保典（ガイ・セシル役）、根谷美智子（ナタリア・ルツ・キムラスカ・ランバルディア役）、吉積信、子安武人（ジェイド・カーティス役）
テイルズリング シンフォニア
アニメイトTV web:2007年8月10日〜2008年1月10日（全11回）
パーソナリティ:小西克幸（ロイド・アーヴィング役）
ゲスト:岡村明美（藤林しいな役）、小野坂昌也、折笠愛（ジーニアス・セイジ役）
テイルズリング ヴェスペリア
アニメイトTV web:2009年6月25日～12月25日（全12回・隔週金曜日配信）
パーソナリティ:中原麻衣（エステル役）
ゲスト:鳥海浩輔（ユーリ・ローウェル役）、森永理科（リタ・モルディオ役）、渡辺久美子（カロル・カペル役）、久川綾（ジュディス役）、竹本英史（レイヴン役）、宮野真守（フレン・シーフォ役）、斎藤千和（パティ・フルール役）、石井真（ラピード役）、小山力也（デューク・バンタレイ役）、小西克幸（<シンフォニアより>ロイド・アーヴィング役）
テイルズリング エクシリア
アニメイトTV web:2011年9月8日〜2012年3月29日（全14回・隔週木曜日配信）
パーソナリティ:代永翼（ジュード・マティス役）、沢城みゆき（ミラ=マクスウェル役）
ゲスト:堀中優希（エリーゼ・ルタス役）、池澤春菜（ティポ役）、杉田智和（アルヴィン役）、早見沙織（レイア・ロランド役）、置鮎龍太郎（ガイアス役）、馬場英雄（プロデューサー）